# Maurizio Domizzi
Maurizio Domizzi (Roma, Italia, 28 de junio de 1980) es un exfutbolista italiano que jugaba de defensa.

## Trayectoria
Domizzi comenzó su carrera en la cantera de la Lazio de Roma y pasó al primer equipo en julio de 1998. En octubre del mismo año fue transferido a préstamo al Livorno, donde permaneció hasta 2000. 
Vuelto a la Lazio, que acababa de ganar el Scudetto, durante toda la temporada 2000/01 no jugó ni un partido, así que el año siguiente fue comprado por el AC Milan. El club rossonero lo cedió - a préstamo - al Modena y luego a la Sampdoria, que lo adquirió definitivamente en 2003. 
En las temporadas siguientes el equipo genovés lo cedió a préstamo a Modena, Brescia y Ascoli. Con el Ascoli Domizzi jugó su mejor temporada, despertando el interés de varios equipos, en particular del Napoli: en la temporada de Serie B 2006/07 Domizzi fichó por el club partenopeo, con el que logró el ascenso a la Serie A. Con 8 tantos (6 penaltis) en Serie A y 3 en Copa de Italia, en la temporada 2007/08 se consagró como el defensa más goleador del campeonato italiano.
El 1 de septiembre de 2008 fue adquirido por el Udinese, donde permaneció ocho temporadas, por un total de 206 partidos y 7 goles. En el verano de 2016 fichó por el Venezia.

## Selección nacional
Domizzi disputó 18 partidos con las Selecciones Juveniles de Italia: 12 con la Sub-17 (1 gol), 5 con la Sub-18 y 1 con la sub-21.

## Clubes

### Como jugador
| Club           | País   | Año       |
| -------------- | ------ | --------- |
| SS Lazio       | Italia | 1998      |
| AS Livorno     | Italia | 1998-2000 |
| SS Lazio       | Italia | 2000-2001 |
| AC Milan       | Italia | 2001      |
| Modena FC      | Italia | 2001-2002 |
| UC Sampdoria   | Italia | 2002-2004 |
| Modena FC      | Italia | 2004      |
| Brescia Calcio | Italia | 2004-2005 |
| Ascoli Calcio  | Italia | 2005-2006 |
| SSC Napoli     | Italia | 2006-2008 |
| Udinese Calcio | Italia | 2008-2016 |
| Venezia FC     | Italia | 2016-2020 |

### Como entrenador
| Club              | País   | Año       |
| ----------------- | ------ | --------- |
| Pordenone         | Italia | 2021      |
| Fermana           | Italia | 2021      |
| Castelvetro       | Italia | 2022-2023 |
| Terre di Castelli | Italia | 2023-Act. |